# Dicranum orthophylloides
Dicranum orthophylloides är en bladmossart som beskrevs av Hugh Neville Dixon 1938. Dicranum orthophylloides ingår i släktet kvastmossor, och familjen Dicranaceae. Inga underarter finns listade i Catalogue of Life.